# ×Clinomicromeria
×Clinomicromeria, monotipski hibridni rod iz porodice medićevki smješten u tribus Saturejeae, dio potporodice Nepetoideae. Jedina notovrsta je xClinomicromeria ×narentana iz Bosne i Hercegovine.

## Sinonimi
- xCalamicromeria Šilić; Glasn. Zemaljsk. Muz. Bosne Hercegovine Sarajevu Prir. Nauke 13: 111 (1974 publ. 1975)
- Satureja ×narentana K.Malý ex Dörfl.; Herb. Norm., cf. Bot. Centralbl. 31(2): 175 (1909)
- xCalamicromeria ×narentana (K.Malý) Šilić; Glasn. Zem. Muz. Bosne Herceg. Prir. Nauke 13: 112 (1974 publ. 1975)